# Hun Manet

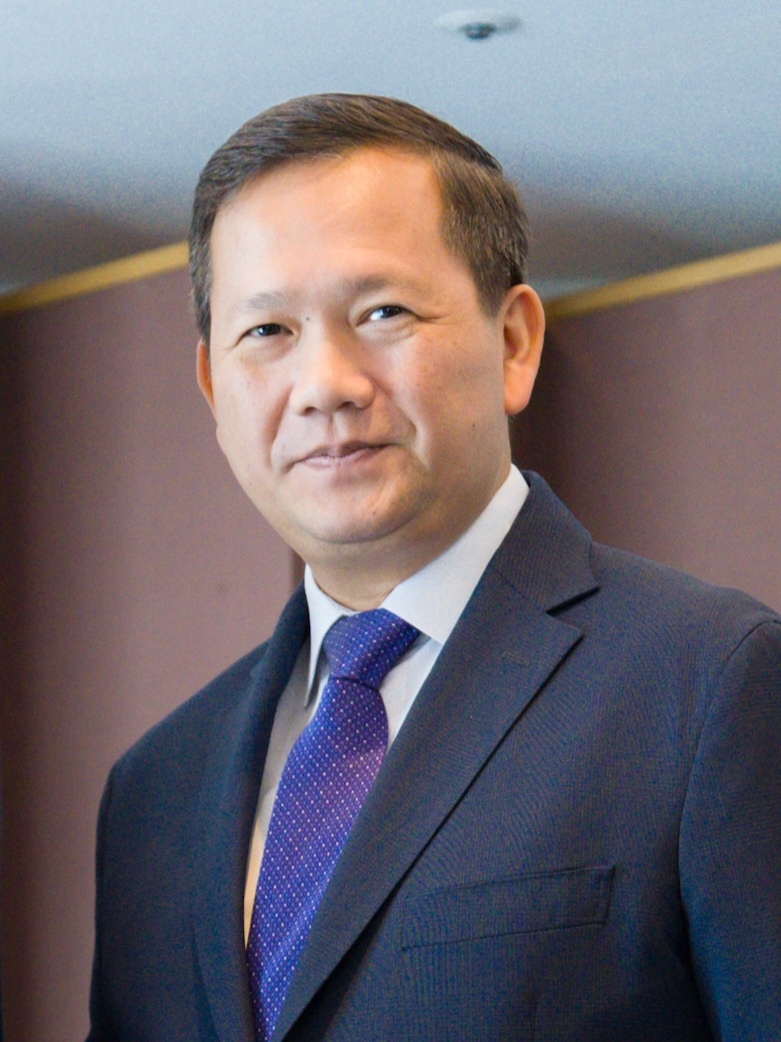
Manet im Mai 2024

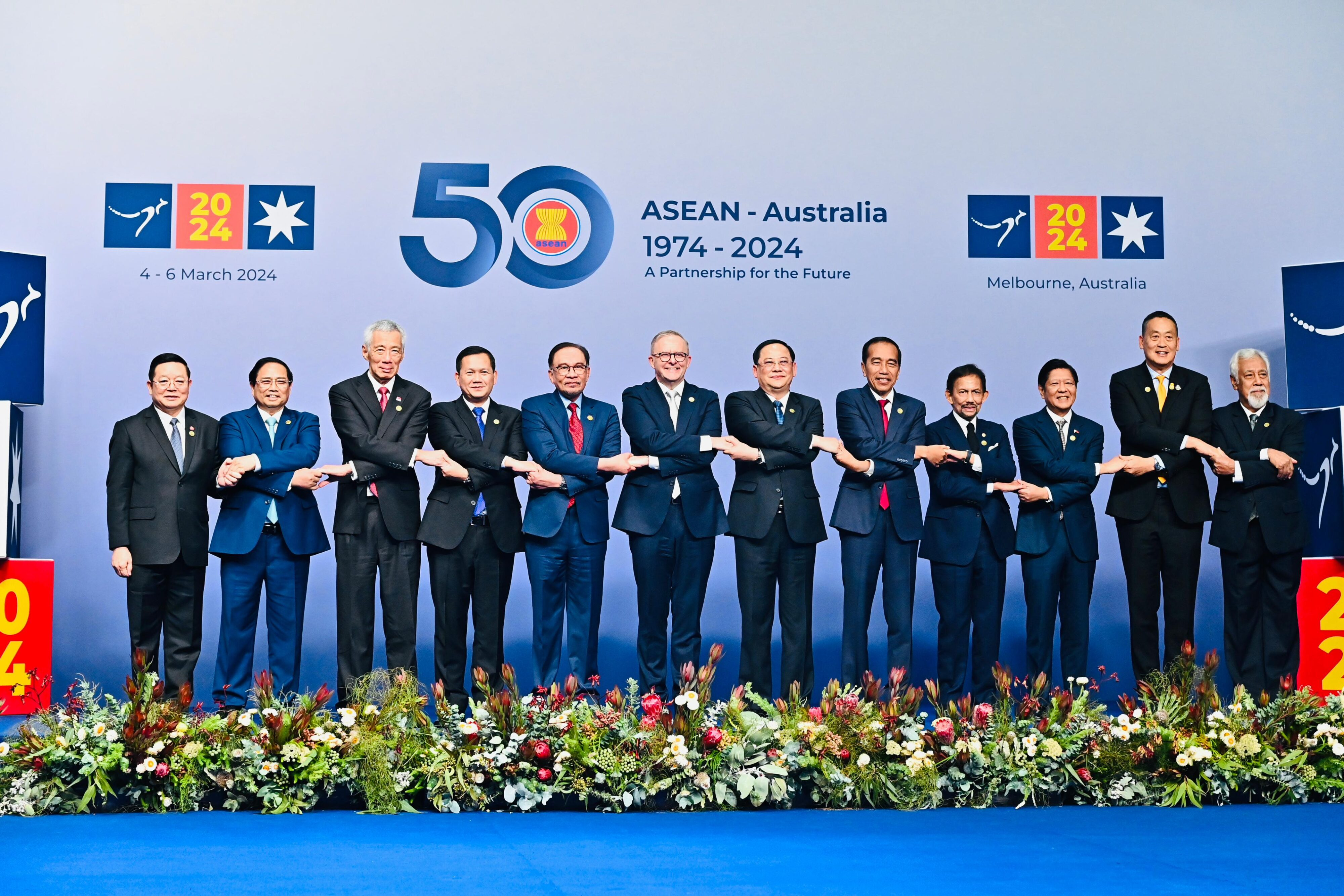
ASEAN-Australia Summit

Hun Manet (Khmer ហ៊ុន ម៉ាណែត; * 20. Oktober 1977 in Memot, Ostregion, Demokratisches Kampuchea (im heutigen Bezirk Memot, Provinz Tboung Khmum, Kambodscha)) ist ein kambodschanischer General und Politiker. Derzeit ist er amtierender Premierminister von Kambodscha.
Davor diente er als Kommandeur der Königlich Kambodschanischen Armee in den Königlichen Streitkräften Kambodschas. Als ältester Sohn des Premierministers Hun Sen und Bun Rany leitete er auch die Spezialtruppe zur Terrorismusbekämpfung. Manet ist Mitglied des Ständigen Ausschusses der Kambodschanischen Volkspartei und Leiter des Jugendflügels der Partei. Er absolvierte 1999 als erster Kambodschaner die Militärakademie der Vereinigten Staaten in West Point. Am 4. Dezember 2021 wurde er offiziell zum künftigen Kandidaten der Kambodschanischen Volkspartei für das Amt des Premierministers und zum designierten Premierminister nach dem Rücktritt von Hun Sen am 26. Juli 2023 gewählt.

## Leben

### Werdegang

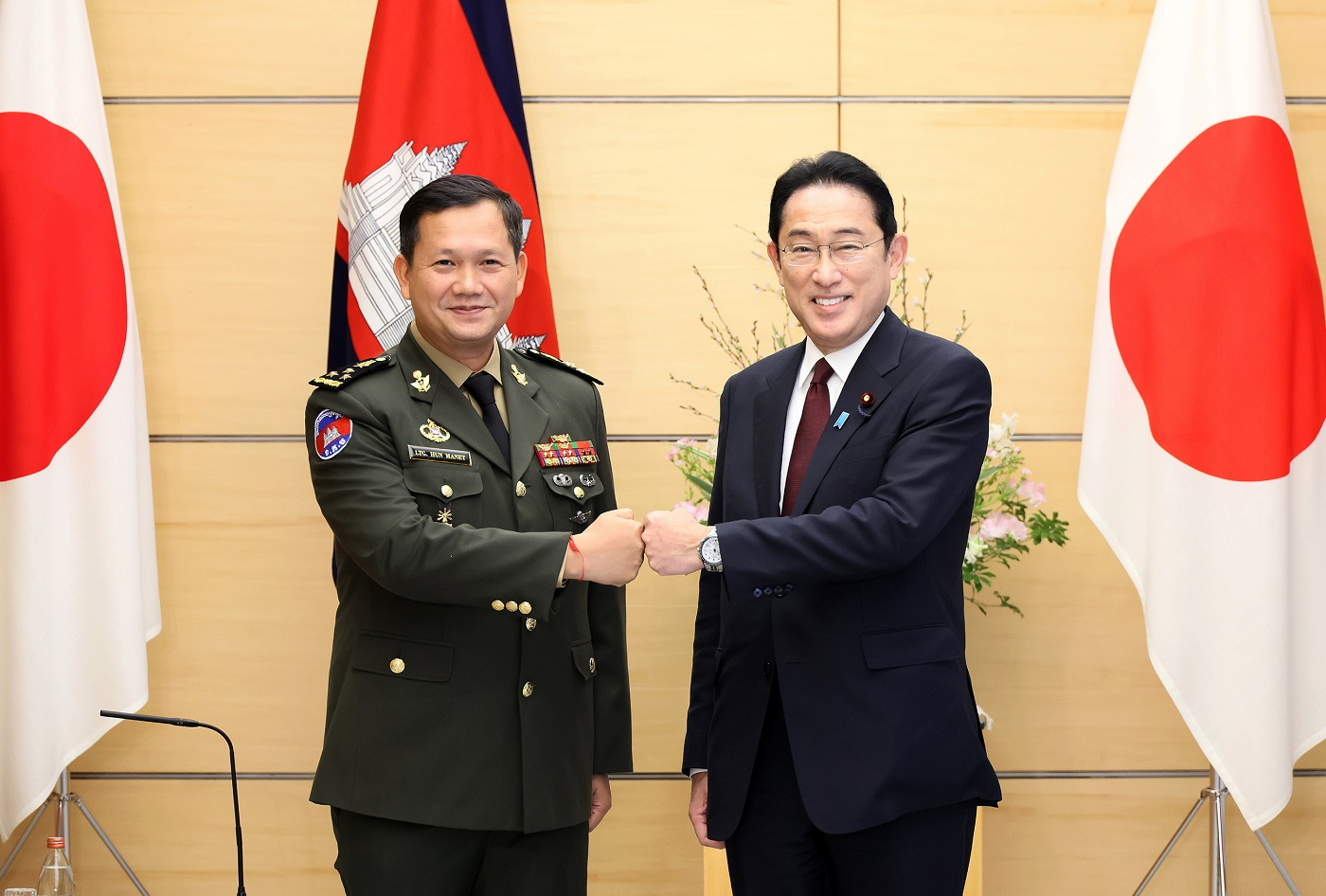
Treffen von Hun Manet mit dem japanischen Premierminister Fumio Kishida in Tokio, 16. Februar 2022.

Hun Manet wurde 1977 im Dorf Koh Thmar als zweiter Sohn von Hun Sen und Bun Rany geboren. Die Nacht seiner Geburt soll durch ein helles Licht über dem Haus begleitet worden sein, das Hun Sen als Zeichen eines übernatürlichen Wesens deutete, das in Koh Thmar verehrt wird.
Nach der allgemeinen Schulausbildigung in Phnom Penh trat er 1995 in die königlichen kambodschanischen Streitkräfte ein. 1999 schloss er als erster kambodschanischer Absolvent die Militärakademie der Vereinigten Staaten in West Point ab. Danach erwarb er weitere akademische Abschlüsse, einschließlich eines Masters in Wirtschaftswissenschaften an der New York University und einer Promotion an der University of Bristol.
Hun Manet diente in seiner militärischen Laufbahn in verschiedenen Positionen, darunter als Kommandeur der kambodschanischen Spezialtruppen zur Terrorismusbekämpfung und als stellvertretender Befehlshaber der königlichen kambodschanischen Armee. Zudem engagierte er sich in sozialen Programmen und humanitären Maßnahmen, wie der Unterstützung von Stipendien für kambodschanische Jugendliche und der Förderung der kostenlosen Gesundheitsversorgung in ländlichen Gebieten.
Auf Erlass von König Norodom Sihamoni wurde er 2023 zum Premierminister Kambodschas ernannt, um den Ministerrat für die königliche Regierung der siebten Amtszeit zu organisieren.

### Militärdienst
Hun Manet trat 1995 in die Armee ein, im selben Jahr, in dem er die Militärakademie der Vereinigten Staaten besuchte. Im Januar 2011 wurde er zum Generalmajor ernannt, nur wenige Monate nachdem er zum stellvertretenden Befehlshaber der königlichen kambodschanischen Armee und zum stellvertretenden Chef des Führungsstabs der RCAF ernannt worden war. Manet spielte eine wichtige Rolle bei den Verhandlungen während des kambodschanisch-thailändischen Konflikts 2008. Im Juni 2013 wurde er zum Generalleutnant ernannt und im Juli 2018 zum Vier-Sterne-General befördert, zeitgleich mit der Übernahme der Verantwortung als stellvertretender Oberbefehlshaber der Königlich Kambodschanischen Streitkräfte (RFAC). Sein jüngerer Bruder, Hun Manith, dient ebenfalls in der Armee als Brigadegeneral. Am 20. April 2023 wurde Hun Manet offiziell in den Rang eines Vier-Sterne-Generals befördert. Verteidigungsminister Tea Banh bezeichnete seine Beförderung als Ausdruck seiner Bemühungen, „der Nation, dem Militär und dem kambodschanischen Volk zu dienen.“

### Privatleben
Hun Manet ist mit Pich Chanmony verheiratet, der Tochter von Pich Sophoan, einem ehemaligen Staatssekretär des Arbeitsministeriums. Eines seiner Kinder ist amerikanischer Staatsbürger und wurde geboren, als Manet dort studierte.